# Sanción social

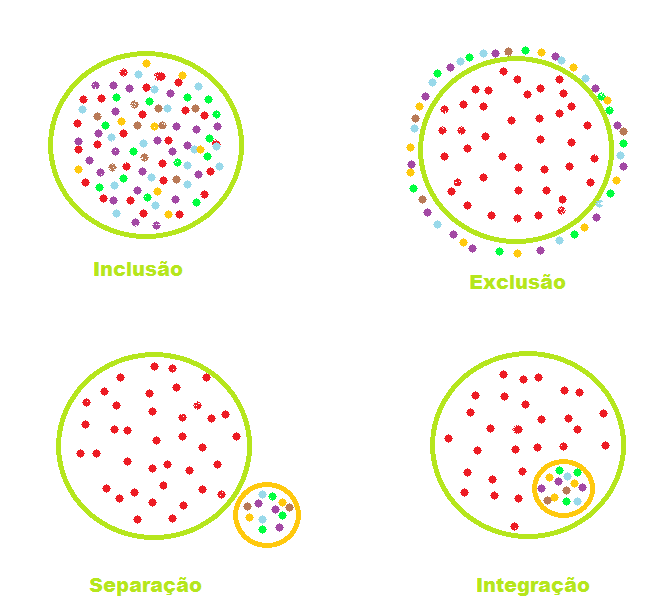
Ilustración que diferencia exclusión, inclusión, separación e integración

En psicología se usa el término sanción social para describir reacciones sociales,ante ciertos comportamientos que por lo general son caracterizados como negativos. La mayoría de los comportamientos considerados negativos por una sociedad reciben una sanción social, pero no necesariamente una sanción jurídica. Se considera también un método de control social.
Dependiendo del tipo de sociedad en que se desarrollen estos comportamientos negativos, se va a castigar con una sanción correspondiente. A modo de ejemplo para entender esto último: existen culturas orientales en que es bien visto eructar en la mesa para demostrar el agrado por una comida, pero en occidente se considera una falta de respeto para los demás. Es por esto que en occidente no por ser una falta de respeto constituye una sanción jurídica, pero si una social.
Las sanciones sociales están respaldadas por normas sociales que cada sociedad dicta. 

## Relaciones humanas
Sobre la base de las relaciones humanas puede definirse como algo que se genera dentro y fuera de un ambiente familiar, institucional. Son aquellas que establecen los seres humanos en la convivencia con sus semejantes. De allí que en el mismo momento en que se establece contacto con otro ser humano, se inician las relaciones humanas...